# Borussia Dortmund Handball
Borussia Dortmund Handball er et tysk kvindehåndboldhold fra Dortmund i Nordrhein-Westfalen. Klubben spiller sine hjemmekampe i Sporthalle Wellinghofen. De spiller i Handball-Bundesliga Frauen og EHF European League.
Borussia Dortmund førte i den tyske liga Handball-Bundesliga Frauen i 2019/20-sæsonen, på det tidspunkt på sæsonen inden Coronaviruspandedemiens udbrud i marts 2020. I modsætning til den mandlige Bundesliga, blev Borussia ikke kåret som tyske mestre. Klubben havde desuden kvalificeret sig til Final Four i DHB-Pokalen, da sæsonen sluttede. Modstanderen ville have været Frisch Auf Göppingen. Trods ligatitlen, blev de tildelt en plads i EHF Champions League 2020-21. I samme sæson vandt klubben så officielt Handball-Bundesliga Frauen, for første gang.
Klubbens ungdomsafdeling blev også tyske mestre for gang i 2019 og har tidligere vundet det regionale mesterskab i Nordrhein-Westfalen.

## Resultater
- Handball-Bundesliga Frauen:
  - Vinder: 2021
  - Bronze: 2000
- DHB-Pokal:
  - Vinder: 1997
  - Finalist: 2016
- EHF Challenge Cup:
  - Finalist: 2003

## Spillertruppen 2021/22
| Nr. | Navn                       | Nationalitet | Position     | I klubben siden |
| --- | -------------------------- | ------------ | ------------ | --------------- |
| 3   | Amelie Berger              | Tyskland     | Højre fløj   | 2021            |
| 4   | Alina Grijseels            | Tyskland     | Playmaker    | 2015            |
| 6   | Mie Sophie Sando           | Norge        | Stregspiller | 2021            |
| 7   | Mia Zschocke               | Tyskland     | Venstre back | 2021            |
| 8   | Tessa van Zijl             | Holland      | Højre back   | 2020            |
| 9   | Jackie Moreno              | Sverige      | Højre fløj   | 2021            |
| 10  | Fatos Kücükyildiz          | Sverige      | Playmaker    | 2021            |
| 11  | Tina Abdulla               | Norge        | Højref fløj  | 2020            |
| 14  | Delaila Amega              | Holland      | Playmaker    | 2021            |
| 16  | Yara ten Holte             | Holland      | Målvogter    | 2018            |
| 19  | Jennifer Gutiérrez Bermejo | Spanien      | Venstre fløj | 2020            |
| 20  | Merel Freriks              | Holland      | Stregspiller | 2019            |
| 23  | Haruno Sasaki              | Japan        | Venstre back | 2021            |
| 27  | Laura van der Heijden      | Holland      | Højre back   | 2020            |
| 30  | Frida Rønning              | Norge        | Playmaker    | 2021            |
| 66  | Dana Bleckmann             | Tyskland     | Venstre back | 2016            |
| 78  | Paulina Uścinowicz         | Polen        | Venstre back | 2021            |
| 98  | Viktória Woth              | Ungarn       | Venstre back | 2021            |

### Medarbejdere
| Position        | Navn            |
| --------------- | --------------- |
| Cheftræner      | André Fuhr      |
| Assistenttræner | Andreas Kuno    |
| Målvogtertræner | Clara Woltering |
| Massør          | Siggi Janz      |
| Atletiktræner   | Tobias Vogt     |
| Fysioterapeut   | Hanjin So       |